# Amito Araújo
Amito Qonusere Araújo (* in Tchai, Lore I, Lautém, Osttimor) ist ein Journalist aus Osttimor. Der Name „Qonusere“ ist ein Name der in Verbindung mit der traditionellen Kultur.

## Werdegang
Araújo hat sechs Geschwister. 2010 beendete er die Nino Conis Santana Sekundarschule in Lospalos. Es folgte ein Studium an der Universidade da Paz (UNPAZ) in Dili.
Erste Erfahrungen als Journalist sammelte er bei der Arbeit für lokale und nationale Medien sowie für internationale Medien zu nationale Themen. Zuerst arbeitete Araújo von 2007 bis 2010 bei Rádio Communidade de Lospalos (RCL) als Reporter und Moderator. Von November 2010 bis Juli 2011 arbeitete er bei der Timor Post und bis November 2011 als Redakteur bei Rádio Akadémiku Universidade da Paz mit dem Programm „Einheit, Gerechtigkeit und Demokratie aufbauen“ (tetum Harii Unidade, Justisa no Demokrásia). Von November 2011 bis 2022 arbeitete Araújo bei Rádio e Televisão de Timor-Leste (RTTL), wo er für die wöchentliche Debatte und das Unterhaltungsprogramm im Radio und Fernsehen verantwortlich war. Von 2018 bis 2020 war er Abteilungsleiter für die Informationsplanung und die Agenda RTTL sowie Nachrichtenredakteur im Radio. Araújo schreibt Artikel zu sozialpolitischen Themen und Pressefreiheit, die er im Internet veröffentlicht. Er schreibt zudem online bei BBC Indonesia. Weiterhin ist er als Journalist und Nachrichtenredakteur beim Fernsehen sowie als Radiomoderator und Interviewer bei RTTL und bei Rádio Televizaun G-News.
2015 war Araújo Ausbilder für Journalisten beim Sentru DESK und 2016 gehörte er zu den Mitbegründern des Zentrums für investigative Medien SMI (tetum Sentru Mídia Investigativu), das die Ausbildung von neuen Radiojournalisten fördert. Von der Associação de Jornalistas de Timor-Leste (AJTL) wurde Araújo als bester Radioautor ausgezeichnet.
Am 23. Februar 2023 rückte Araújo als Ersatz für den ausgeschiedenen Virgílio da Silva Guterres in den Presserat als Vertreter des Nationalparlaments nach. Die Amtszeit läuft bis 2025.

## Veröffentlichungen
2022 veröffentlichte Araújo mit MAUNANA: Umilde no Revolusionáru sein erstes Buch. Es beschreibt den Kampf von Cornélio Ximenes in der FALINTIL.